# Ciridops
Ciridops je vyhynulý rod šatovníků, který se endemicky vyskytoval na Havajských ostrovech Havaj, Molokai, Kauai and Oahu. Rod vytyčil Alfred Newton v roce 1892 v článku v časopise Nature.
Jediným zástupcem rodu Ciridops, který přežil do historického období, byl šatovník stříbrohlavý, jenž byl naposledy spatřen v roce 1892. Ostatní tři druhy jsou známy pouze ze subfosilií:
- †šatovník stříbrohlavý (Ciridops anna) (Dole, 1879) – znám z Havaje.
- †Ciridops tenax Olson & James, 1991 – z Kauai.
- †Ciridops cf. anna  Olson & James, 1991 – z Molokai.
- †Ciridops sp. Olson & James, 1991 – z Oahu.